# 2000 AD
2000 AD — еженедельный британский научно-фантастический журнал комиксов. Впервые был опубликован IPC Magazines в 1977 году, с 2000 года издаётся Rebellion Developments.
Журнал наиболее известен историями о Судье Дредде, в создании которого принимали участие многие художники и сценаристы, получившие мировую известность, такие как Алан Мур, Дэйв Гиббонс, Грант Моррисон, Брайан Болланд, Майк МакМахон, Джон Вагнер, Алан Грант и Гарт Эннис.

## Награды
| Год  | Премия       | Категория                 | Результат |
| ---- | ------------ | ------------------------- | --------- |
| 1979 | Eagle Awards | Favourite Comic (UK)      | Победа    |
| 1986 | Eagle Awards | Favourite Comic — British | Победа    |
| 1987 | Eagle Awards | Favourite Comic — British | Победа    |
| 1988 | Eagle Awards | Favourite Comic — British | Победа    |
| 1990 | Eagle Awards | Favourite Comic — British | Победа    |
| 1990 | Eagle Awards | Roll of Honour            | Победа    |